# Federación Universitaria Argentina
La Federación Universitaria Argentina (FUA) fue creada el 11 de abril de 1918, en el marco de la Reforma Universitaria, entre otras cosas para reclamar un amplio ingreso a las universidades y un sistema autónomo y tripartito (docentes, graduados y estudiantes) de gobierno de las mismas, que es el que rige en la Argentina desde 1983. Su primer presidente fue Osvaldo Loudet.
El Primer Congreso Nacional de Estudiantes fue convocado por la FUA y se realizó en Córdoba el 21 de julio de 1928. Los estudiantes reclamaban la autonomía universitaria, el gobierno tripartito y la periodicidad de las cátedras, entre otras demandas.
La FUA representa a dos millones de estudiantes universitarios en todo el país. Está integrada por los centros de estudiantes de cada facultad y por las federaciones universitarias de cada universidad local. Sus autoridades (presidente, vicepresidente, secretario general y los miembros de la Junta Ejecutiva y de la Comisión Directiva) se eligen de manera indirecta: los centros de estudiantes y las federaciones locales eligen sus representantes en el Congreso de la FUA, quienes a su vez eligen las autoridades de la Federación. La federación universitaria más numerosa es la de la Universidad de Buenos Aires (FUBA), fundada en 1908, que contabilizaba algo más de 300.000 estudiantes en 2005.
En 1894 se fundó en la Facultad de Ingeniería de la UBA el primer centro de estudiantes de la Argentina, llamado La Línea Recta. Medicina y Derecho constituyeron sus propios centros en 1904 y 1905 respectivamente.
En la actualidad los centros con mayor cantidad de estudiantes son: el de la Facultad de Ciencias Médicas (con más de 38 000 estudiantes); el de la Facultad de Ciencias Económicas (con aproximadamente 26.000 estudiantes); el de la Facultad de Derecho (con aproximadamente 20.000 estudiantes), todos ellos pertenecientes a la Universidad de Buenos Aires; seguidos por el de la UTN Buenos Aires (18.000 estudiantes), el de la Facultad de Arquitectura, Diseño y Urbanismo y el de la UTN Córdoba (con aproximadamente 15.000 estudiantes cada uno) y por último el de la Facultad de Psicología (con aproximadamente 10.000 estudiantes).

## Autoridades
Lista parcial de presidentes de la FUA:
- 1918: Osvaldo Loudet,[4][5] quien proponía una posición apolítica en la FUA.
- 1919: Julio V. González (*)
- 1920: Gabriel del Mazo (UCR)
- 1923: Pablo Vrillaud
- 1931: Juan M. Villarreal
- 1932: Eduardo Howard,[5] quien proponía hacer hincapié en lo académico y no en la proyección política.
- 1934/1935: Carlos Alberto Moglia[6]
- 1935: Baltazar Jaramillo
- 1935/1936: Sergio Bagú
- 1937: Fernando Nadra (PC)
- 1939/1940: Francisco Capelli (FORJA)
- 1941: Mario Rizzotto
- 1943: Néstor Grancelli Cha
- 1945: Germán López (UCR)[5]
- 1956: Norberto Rajneri
- 1957: Guillermo Garmendia
- 1958: Francisco Delich
- 1959: Guillermo Estévez Boero (MNR),[5] con eje en las ideas de educación laica y libre.
- 1961: Carlos Cevallos,[5] con eje en la lucha antimperialista.
- 1963: Ariel Seoane,[5] propone discutir la enseñanza que debe defender el colectivo estudiantil.
- 1965: Raúl Salvarredy (*) (FAUDI-PCR)
- 1967: Jorge Rocha (FAUDI-PCR)
- 1968: Jacobo Tiefenberg (FAUDI-PCR)[5]
- 1970: Domingo Teruggi (AUN-FIP)[5]
- 1971: Ernesto Jaimovich (MNR-PSP) en Córdoba; Hugo Varsky en La Plata.[5]
- 1972: Marcelo Stubrin (FM-UCR)
- 1973: Miguel Godoy (MNR-PSP)

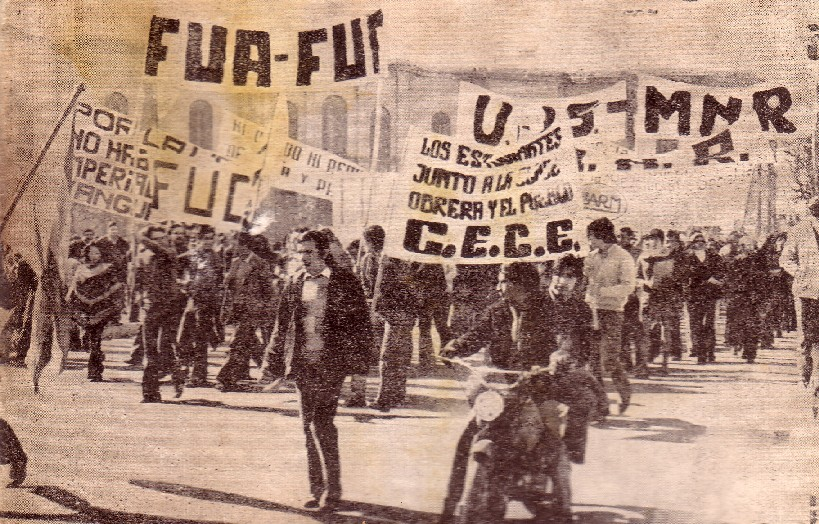
Manifestación de la FUA en la década de 1970.

- 1974/77: Federico Storani (FM-UCR) en Córdoba; Jorge Kreines en La Plata[5]
- 1978/80: Marcelo Marcó (FM-UCR)
- 1980/83: Roberto Vázquez (FM-UCR)[5]
- 1984/86: Marcelo García (FM-UCR)[5]
- 1987: Claudio Díaz (FM-UCR)[5]
- 1989: Hugo Marcucci (FM-UCR)[5]
- 1992: Ariel Rodríguez (FM-UCR)[5]
- 1994: Daniel Nieto (FM-UCR),[5] momento en que la FUA resiste ante la sanción de la Ley de Educación Superior.
- 1996: Rafael Veljanovich (FM-UCR)[5]
- 1998: Pablo Javkin (FM-UCR)[5]
- 2000: Manuel Terrádez (FM-UCR)
- 2002: Emiliano Yacobitti (FM-UCR)
- 2004: Maximiliano Abad (FM-UCR)
- 2006: Mariano Marquinez (FM-UCR)
- 2008: Pablo Domenechini (FM-UCR)
- 2010: Hernán "Fama" Miranda (FM-UCR)
- 2012: Emilio Cornaglia (FM-UCR)
- 2014: Arturo Gonzalo Pozzali (FM-UCR)
- 2016: Josefina Mendoza (FM-UCR),[7] primera mujer en presidir la FUA.
- 2018: Bernardo Weber (FM-UCR),[8][9] elegido en el año del centenario de la creación de la FUA y de la Reforma Universitaria. (El mandato se extendió por dos años adicionales por la pandemia de COVID-19)
- 2022: Piera Fernández de Piccoli (FM-UCR).[10]
- 2025: Joaquín Carvalho (FM-UCR)

### Dirigentes estudiantiles
Algunos importantes dirigentes estudiantiles de la FUA han sido:

#### 1918-1940

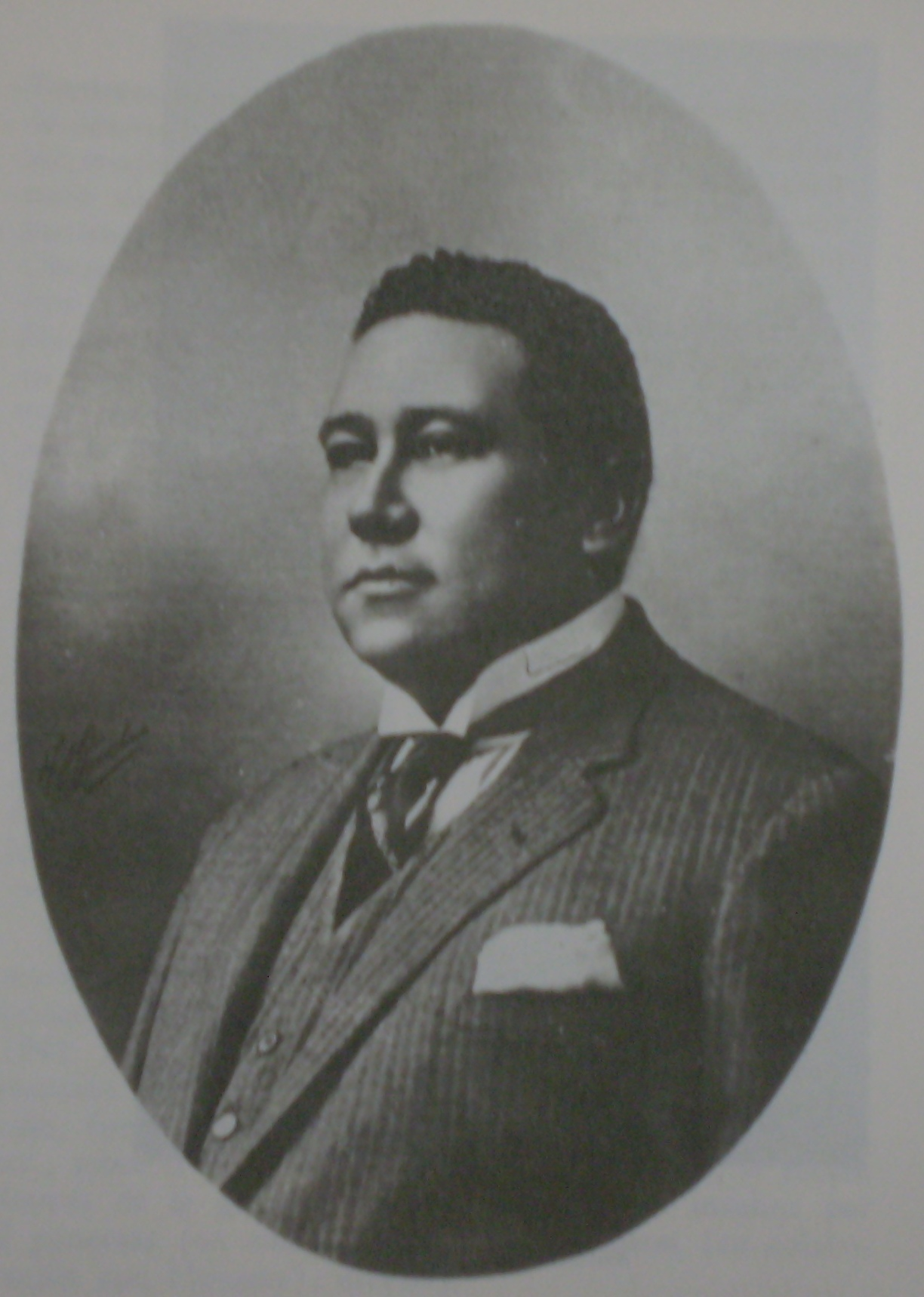
Gumersindo Sayago.

| Deodoro Roca            | Enrique Barros           | Emilio Biagosh     | Gabriel del Mazo          |
| Héctor Ripa Alberti     | Guillermo Watson         | Julio V. González  | Gumersindo Sayago         |
| Horacio Valdés          | Ismael Bordabehere       | Conrado Nalé Roxlo | Alfredo Brandán Caraffa   |
| Florentino Sanguinetti  | Guillermo Korn Villafañe | Carlos Cossio      | Miguel Ángel Zavala Ortiz |
| Miguel Berçaitz         | Aníbal Ponce             | Ricardo Balbín     | Bartolomé Fiorini         |
| Homero Manzi            | Arturo Jauretche         | Sebastián Soler    | Alejandro Korn            |
| José Peco               | Ernesto Sabato           | Héctor Agosti      | Ernesto Giudici           |
| Carlos Sánchez Viamonte | Gregorio Bermann         | Luis Dellepiane    | Raúl Orgaz                |
| Arturo Capdevila        | Arturo Orgaz             | Bernardo Kleiner   | Alfredo Abregú            |
| Emilio Nadra            |                          |                    |                           |

#### 1940-1960
| Carlos Canitrot      | Emilio Gibaja           | León Patlis       | Noé Jitrik           |
| Gustavo Cirigliano   | Francisco Oddone        | Marcos Merchensky | Andrés López Accotto |
| Ana María Eichelbaum | Gregorio Klimovsky      | Ismael Viñas      | Julio Godio          |
| Germán López         | Guillermo Estévez Boero | Dalia Campos      |                      |

#### 1960-1980
| Carlos Cevallos       | Ariel Seoane       | Domingo Teruggi        | Jorge Enea Spilimbergo |               |                  |
| Hugo Varsky           | Fernando Nadra (h) |                        | Marcelo Stubrin        | Marcelo Marcó | Federico Storani |
| Roberto Vázquez       | Ernesto Jaimovich  | Changui Cáceres        | Alberto Nadra          |               | Miguel Talento   |
| José Pablo Ventura    | Rafael Pascual     | Vilma Ibarra           | Ricardo López Murphy   |               |                  |
| Rogelio Simonato      | Francisco Delich   | María del Cármen Viñas | Gustavo Galland        |               |                  |
| Facundo Suárez Lastra | Sergio Karakachoff | Leopoldo Moreau        | Jorge Rocha            |               |                  |
| Raúl Salvarredy       | Rafael Gigli       | Norma Nassif           | Jacobo Tiefenberg      |               |                  |
| Pablo Rieznik         |                    |                        |                        |               |                  |

#### 1980 en adelante
| Alicia Castigliego | Ariel Martínez Hortiguera | José Corral           | Juan Artusi                |
| Verónica García    | Martín Baintrub           | Daniel Pavicich       | Daniel Bravo               |
| "Ciego" García     | Daniel Nieto              | Santiago Slominsky    | Rafael Veljanovich         |
| Damian Fio         | Carlos Grela              | Ariel Rodríguez       | José Orler                 |
| Rogelio Rey Leyes  | Pablo Javkin              | José Luis Parisí      | Manuel Terrádez            |
| Marcelo Guouman    | Luis Moyano               | Emiliano Yacobitti    | Maximiliano Abad           |
| Juan Alberto Irala | Marcos Duarte             | Silvina Hualpa        | Hernán Rossi               |
| Mariano Marquinez  | Pablo Domenechini         | Hernán "Fama" Miranda | Emilio "Buho" Cornaglia    |
| Arturo Pozzali     | Josefina Mendoza          | Bernardo Weber        | Piera fernandez De Piccoli |

## Agrupaciones y corrientes universitarias
A lo largo de su historia las más variadas tendencias, ideologías, partidos políticos y líneas de pensamiento, coexistieron y siguen coexistiendo en el movimiento estudiantil argentino: comunistas, radicales, socialistas, peronistas, maoístas, independientes, trotskistas, nacionalistas, etc.
En la segunda mitad de la década de 1960 y principios de los años 1970, la FUA fue conducida por agrupaciones de izquierda como el Frente de Agrupaciones Universitarias de Izquierda (FAUDI) y, en menor medida, la Tendencia Universitaria Popular Antiimperialista y Combativa (TUPAC), ambas ligadas a partidos maoístas (el Partido Comunista Revolucionario, la primera, y Vanguardia Comunista -hoy Partido de la Liberación- la segunda).
Franja Morada, perteneciente a la Unión Cívica Radical, es la agrupación que ha conducido la FUA en mayor cantidad de ocasiones desde 1970 y ha ocupado la presidencia ininterrumpidamente desde 1983 hasta la actualidad.
Desde 2016 y hasta 2018 Josefina Mendoza (Relaciones Internacionales; Universidad Nacional del Centro de la Provincia de Buenos Aires) será quien en representación de Franja Morada, tenga la responsabilidad de llevar adelante la conducción de la Federación, siendo ella la primera mujer en la historia de la FUA en ocupar dicho cargo. Esta responsabilidad la comparte con Ezequiel Marin (estudiante de Ciencia Política de la Universidad de Buenos Aires), también miembro de la Franja Morada. La Secretaría General queda a cargo de Constanza Bossio (estudiante de Sociología de la Universidad de Buenos Aires), perteneciente a la agrupación Felipe Vallese dentro de la Juventud Universitaria Peronista (JUP).  
Otras agrupaciones importantes son la Juventud Universitaria Peronista (JUP), el Frente de Estudiantes Tecnológicos Independientes (FETI), el Movimiento de Participación Estudiantil (MPE) y el Movimiento Nacional Reformista (MNR), brazo del Partido Socialista, que ha ocupado la presidencia en la década de los 70. En menor importancia, también son relevantes en la FUA las agrupaciones de izquierda que han dirigido la FUBA hasta 2019: CEPA, el Partido Obrero, y la Corriente Universitaria Julio Antonio Mella (Patria Grande), unidas en el frente «Por un nuevo 1918» (en la FUBA) y «Frente 20 de Diciembre» (en la FUA) desde 2010 y que sostienen la conducción de dos federaciones regionales como las de Buenos Aires y Comahue.